# Tierras bajas

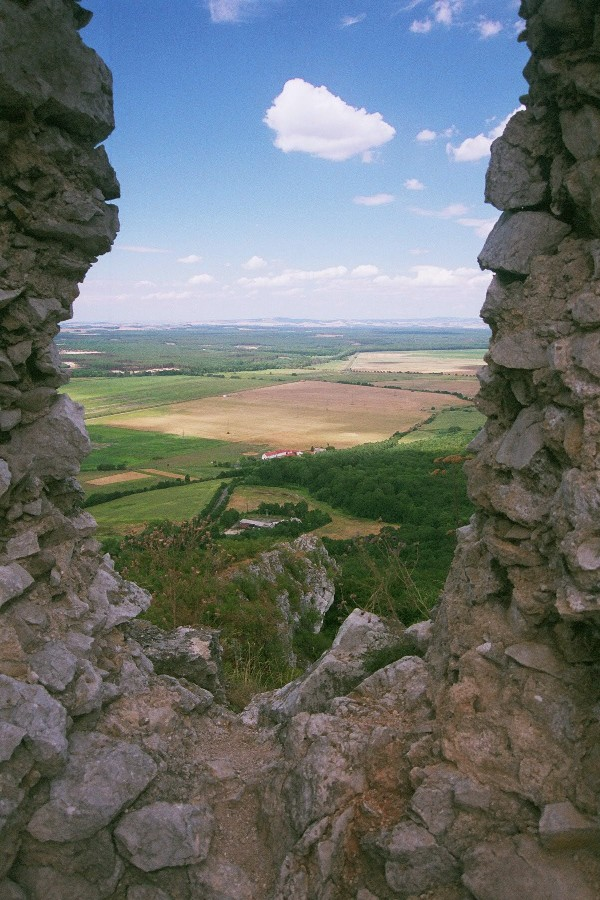
Tierras bajas de Eslovaquia.

En geología y geografía, el término tierras bajas se refiere a las zonas o regiones con poco relieve que habitualmente se encuentran a menos de 150 metros de altitud, como las costas, por ejemplo, o cerca de un río. También se denominan tierras calientes. En contraposición, las tierras altas son las zonas que se hallan a una elevación mayor que la llanura aluvial o la terraza de un arroyo.[cita requerida]

## Características
Se trata de zonas costeras, aluviales y lacustres que pueden tener un avenamiento o drenaje lento y que suelen utilizarse en agricultura.